# Marshallovy ostrovy na letních olympijských hrách
Marshallovy ostrovy na letních olympijských hrách startuje od roku 2008. Toto je přehled účastí, medailového zisku a vlajkonošů na dané sportovní události.

## Účast na Letních olympijských hrách
| Dějiště LOH            | LOH      | Vlajkonoš                       | Zlatá medaile | Stříbrná medaile | Bronzová medaile | Celkem |
| ---------------------- | -------- | ------------------------------- | ------------- | ---------------- | ---------------- | ------ |
| 2008 Peking            | LOH 2008 | Waylon Muller                   |               |                  |                  | 0      |
| 2012 Londýn            | LOH 2012 | Haley Nemra                     |               |                  |                  | 0      |
| 2016 Rio de Janeiro    | LOH 2016 | Mathlynn Sasser                 |               |                  |                  | 0      |
| 2020 Tokio             | LOH 2020 | Colleen Furgeson Phillip Kinono |               |                  |                  | 0      |
| 2024 Paříž             | LOH 2024 |                                 |               |                  |                  | x      |
| Celkem                 | 4        |                                 | 0             | 0                | 0                | 0      |
| Zdroj na Olympedia.org |          |                                 |               |                  |                  |        |